# Peter Holman
Peter Holman (* 19. Oktober 1946 in London, England) ist ein englischer Musikwissenschaftler, Cembalist und Organist.

## Leben
Holman studierte Cembalo, Orgel und Musikwissenschaft am King’s College in Cambridge, wo er während seiner Studentenzeit auch eine Gruppe für klassische Musik gründete (Ars Nova). Heute ist er Leiter des Parley of Instruments, des Choir Psalmody und musikalischer Direktor der Opera Restor’d.
Er unterrichtete zehn Jahre an der Royal Academy of Music in London und an verschiedenen Universitäten und Musikhochschulen in ganz Europa und Amerika. Aktuell ist er Professor an der Universität Leeds und dort in der Faculty of Performance, Visual Arts and Communication tätig.
Er ist der Vorsitzende des Herausgebergremiums der Early Music Performer und Mitherausgeber der Editionsreihen Early Music, Musica Britannica und Mitglied der Purcell Society.
Sein Buch Four and Twenty Fiddlers: The Violin at the English Court 1540-1690 (Oxford, 1993) wurde 1995 mit dem Derek-Allen-Preis der British Academy in London ausgezeichnet.

## Wichtige Arbeiten
Peter Holman untersuchte Michael Praetorius’ Sammlung französischer Tänze, „Terpsichore“ (1612), die heute zwar zu seinen am meisten aufgeführten Werken gehört, aber dennoch kaum erforscht ist.
Er stellte zunächst verschiedene Aufführungstraditionen dieser Musik im 20. Jahrhundert dar, um von dort ausgehend die Konzeption der Sammlung selbst und die Aufführungspraxis höfischer Tanzmusik aus Frankreich zu Beginn des 17. Jahrhunderts in den Blick zu nehmen. Er machte dabei zum einen den systematischen Charakter der Sammlung deutlich und wies zum anderen nach, dass der Großteil dieser Stücke ursprünglich für ein am französischen Hof tätiges Violinen-Ensemble komponiert war, ein Aspekt, der bei heutigen Aufführungen dieser Musik zu berücksichtigen sei.
Außerdem spielte er mit seinen verschiedenen Ensembles als Dirigent und als Instrumentalist etliche Aufnahmen ein.

## Schriften
- „Terpsichore at 400: Michael Praetorius as a Collector of Dances.“ The Viola da Gamba Society Journal, Volume Six, 2012. S. 34–51. Online
- „Dowland Lachrimae“ (Cambridge Music Handbook series), Cambridge: CUP 1999
- „Henry Purcell“, Oxford 1994
- „Four and Twenty Fiddlers: The Violin at the English Court 1540–1690“, Oxford 1993
- „Before the Baton: Musical Direction and Conducting in Stuart and Georgian Britain“, Woodbridge: Boydell & Brewer Ltd 1993, ISBN 978-1-78327-456-7.